# Asociación Independiente de Santa Úrsula
La Agrupación Independiente de Santa Úrsula (AISU) es un grupo político local, gobernante en el municipio de Santa Úrsula, en la isla de Tenerife (Canarias, España). AISU se define como un partido por y para Santa Úrsula,  que nació en 1983 tras la disolución de Unión de Centro Democrático (UCD) el cual gobernó en la localidad en la legislatura de 1979 a 1983. El entonces alcalde Fernando Luis González, y sus votantes, fundaron el partido que ha permanecido en el consistorio local desde 1983. 
36 años después siguen manteniendo su presencia y han formado 9 gobiernos de mayoría absoluta.

## Historia
La Agrupación Independiente de Santa Úrsula nació en 1983 para ser defensores de los vecinos de Santa Úrsula y mejorar el pueblo tras la disolución de UCD, en las elecciones de 1983 el partido se presentó con Fernando Luis González, el alcalde en la legislatura anterior con UCD como cabeza de lista; tras las elecciones la agrupación se asentó con 8 concejales y casi el 60 % de los votos consiguiendo mayoría absoluta. Desde ese año, AISU se consolidó con mayorías absolutas regidas por González hasta 2003 año en que el alcalde durante más de 20 años se retiró de la política, dejando su puesto a Ricardo García, quien desde las elecciones municipales de 2003 hasta 2011 fue alcalde con dos gobiernos de mayoría absoluta. En las elecciones municipales de 2011, y tras 28 años de mayoría absoluta consecutiva, AISU perdió a favor del Partido Popular aliado con el Partido Socialista Obrero Español, manteniéndose en la oposición.
De cara a las elecciones de 2015, la agrupación se renovó, cogiendo las riendas del partido el conocido médico local Juan Manuel Acosta Méndez, que consiguió devolver la alcaldía municipal al pactar con Nueva Canarias. En las elecciones municipales de 2019, AISU renovó su alcaldía con el mayor número de concejales de su historia, 13 y el 58 % de los votos.
Asimismo, tiene una organización juvenil denominada «Jóvenes AISU».

### Elecciones municipales
| Elecciones                               | Votos | %     | Concejales |
| ---------------------------------------- | ----- | ----- | ---------- |
| Elecciones municipales españolas de 1983 | 2.363 | 59    | 8          |
| Elecciones municipales españolas de 1987 | 3.480 | 77,51 | 10         |
| Elecciones municipales españolas de 1991 | 3.755 | 78,97 | 12         |
| Elecciones municipales españolas de 1995 | 3.902 | 73,72 | 10         |
| Elecciones municipales españolas de 1999 | 4.388 | 74,68 | 11         |
| Elecciones municipales españolas de 2003 | 2.969 | 44,68 | 9          |
| Elecciones municipales españolas de 2007 | 3.730 | 51,02 | 10         |
| Elecciones municipales españolas de 2011 | 3.558 | 46,47 | 8          |
| Elecciones municipales españolas de 2015 | 3.146 | 40,60 | 8          |
| Elecciones municipales españolas de 2019 | 4.507 | 58,77 | 13         |